# Gare de Morlay
Ne doit pas être confondue avec les gares de Morlaix ou de Morley.
Pour l'ancienne gare de la SNCF située dans la commune, voir Gare de Ponthoile-Romaine.
La gare de Morlay est une gare ferroviaire française de la ligne de Noyelles-sur-Mer au Crotoy, située dans le hameau de Morlay, sur le territoire de la commune de Ponthoile, dans le département de la Somme, en région Hauts-de-France.
Elle est mise en service en 1887, par la Société générale des chemins de fer économiques. C'est désormais une halte, desservie par les trains touristiques du Chemin de fer de la baie de Somme (CFBS).

## Situation ferroviaire

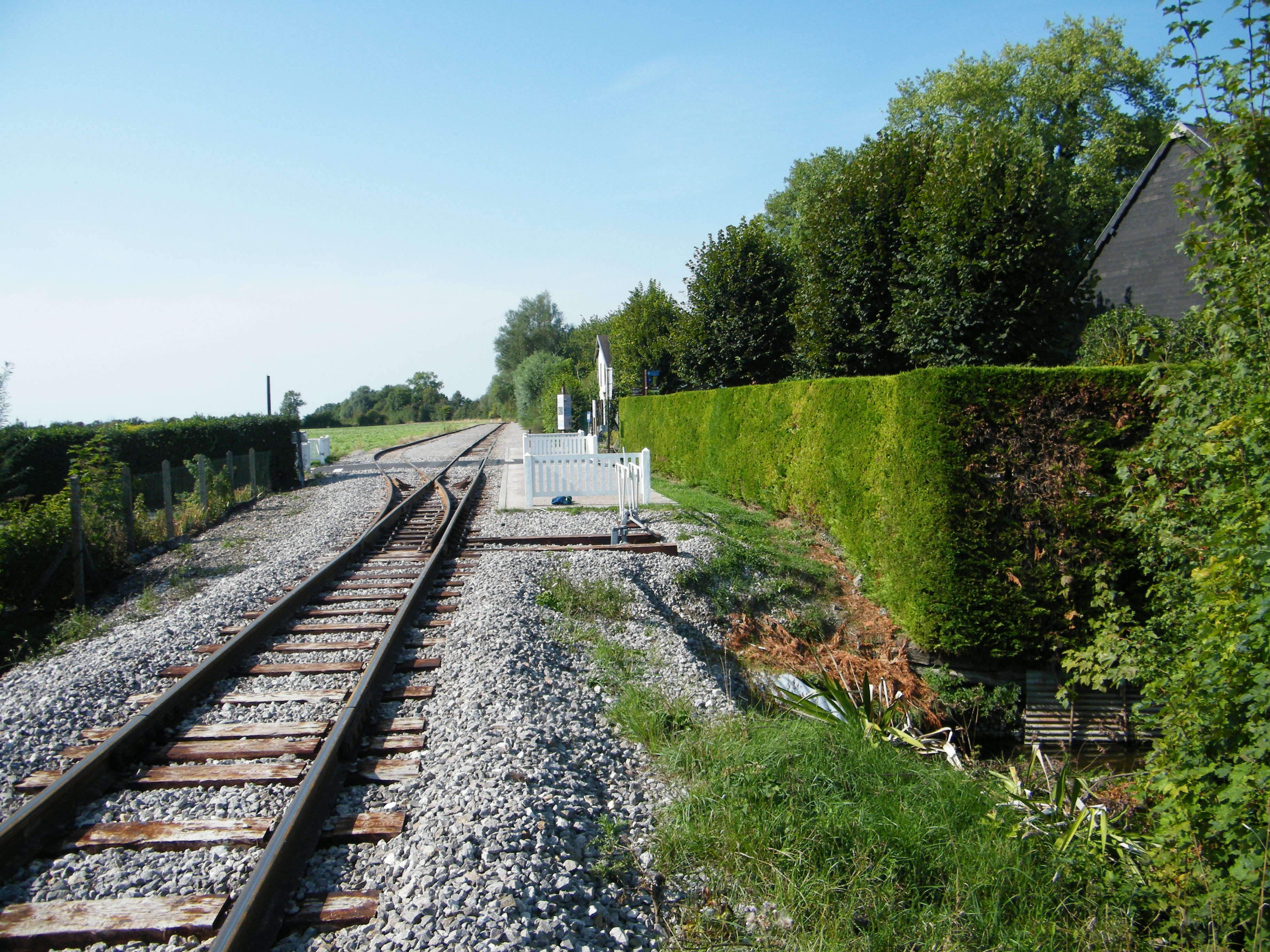
Aperçu de la voie d'évitement (au fond, à gauche de la voie principale).

Établie à 6 mètres d'altitude, la gare de Morlay est située au point kilométrique (PK) 3,2 de la ligne de Noyelles-sur-Mer au Crotoy (chemin de fer secondaire à voie unique et métrique), entre la gare de Noyelles-sur-Mer et la halte de Favières.
Elle dispose de deux voies, dont une d'évitement.

## Histoire
La ligne de Noyelles au Crotoy (dont la gare de Morlay) est mise en service le 1er juillet 1887, dans le cadre du développement du réseau des Bains de Mer des Chemins de fer départementaux de la Somme (concédés à la Société générale des chemins de fer économiques).
La ligne est fermée au service public le 31 décembre 1969, avant la reprise de son exploitation par l'association du CFBS ; le conseil départemental (général jusqu'en 2015) est propriétaire des infrastructures. Le service touristique régulier débute en 1971. Toutefois, la halte était desservie de manière ponctuelle par le CFBS (en l'occurrence durant la « Fête de la Nature », ou encore sur réservation). Depuis le Renouvellement Voie Ballast de la ligne réalisé durant l'hiver 2017 – 2018, elle dispose d'un évitement. Sa desserte est désormais systématique, tandis que la halte voisine de Favières est rouverte (dans cette dernière, des trains s'arrêtent lors d'évènements particuliers comme la « Balade Gourmande »).

## Service des voyageurs
La halte de Morlay est desservie par les trains touristiques réguliers du CFBS, circulant entre Le Crotoy et Saint-Valery-Port via Noyelles-sur-Mer. L'achat des billets s'effectue auprès du contrôleur.

## Patrimoine ferroviaire
L'ancien bâtiment voyageurs — et son annexe sanitaire —, revendu à un particulier, est devenu une habitation.